# Office national de la chasse et de la faune sauvage
L'Office national de la chasse et de la faune sauvage (ONCFS) était un établissement public à caractère administratif (EPA) chargé de la connaissance de la faune sauvage et de ses habitats à travers des études et des recherches, de la police de la chasse et de l'environnement, de l'appui technique auprès des décideurs politiques, aménageurs et gestionnaires de l'espace rural et de l'organisation et la délivrance du permis de chasser.
L'Office était sous la double tutelle du ministère chargé de l'Environnement et du ministère chargé de l'Agriculture.
L'ONCFS comptait environ 1 500 agents, il était implanté dans tous les départements métropolitains et dans la plupart de ceux d'outre-mer.
80 % des agents permanents appartenaient au corps des fonctionnaires de l'environnement (créé en 2001), chargés d’accomplir les missions de l’établissement sur le terrain, dans tout le territoire national. 20 % des autres agents permanents étaient affectés à des missions de recherche et de développement, d’encadrement et de gestion administrative et technique.
La loi du 26 juillet 2000 avait transformé l'Office national de la chasse (ONC), créé en 1972, en Office national de la chasse et de la faune sauvage (ONCFS).
La loi no 2019-773 du 24 juillet 2019 portant création de l'Office français de la biodiversité a fusionné l'Agence française pour la biodiversité et l'Office national de la chasse et de la faune sauvage, avec effet au 1er janvier 2020 au sein du nouvel Office.

## Historique

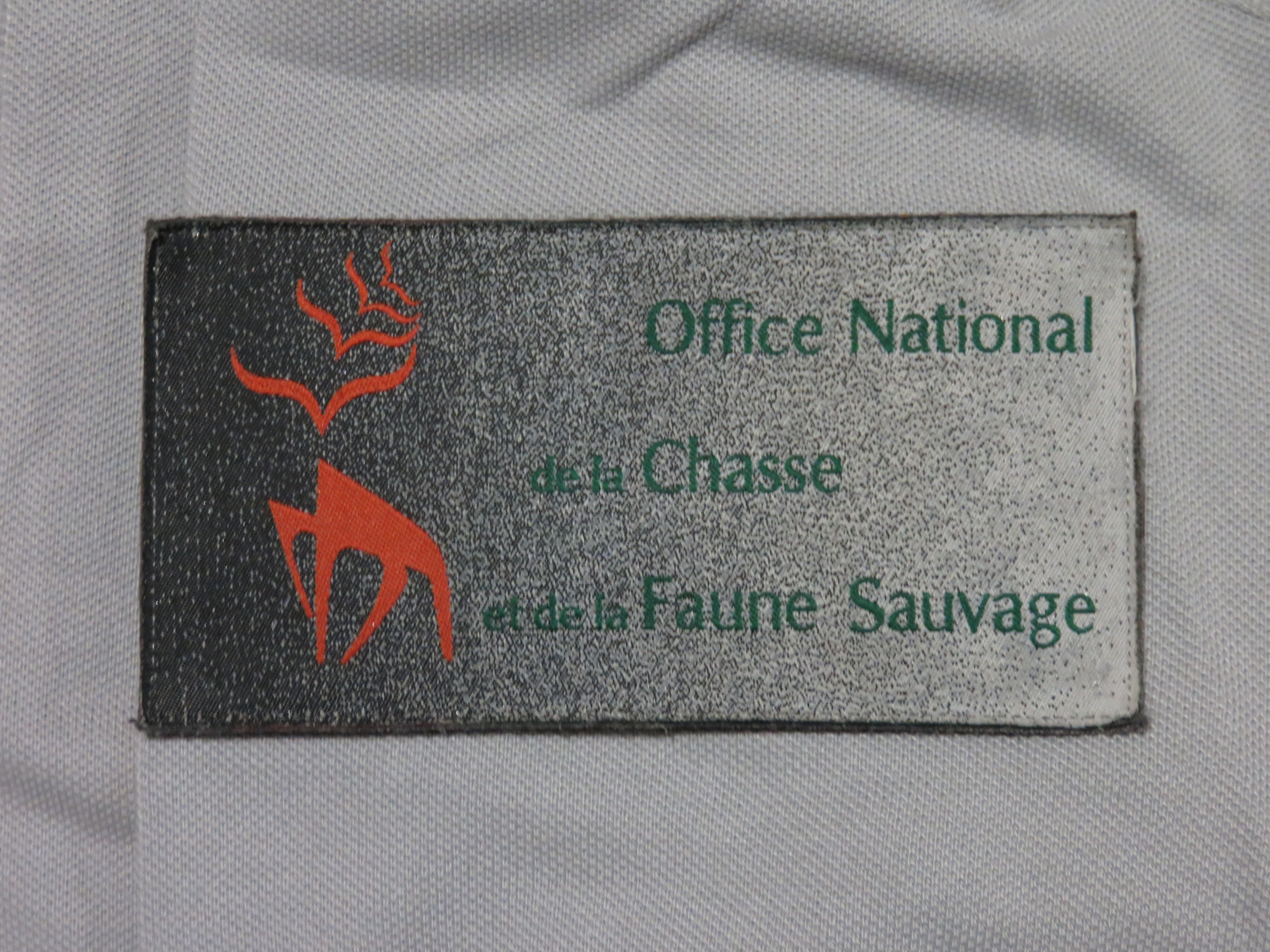
Sigle de l'Office national de la chasse et de la faune sauvage.

En pleine Seconde Guerre mondiale, l'ordonnance du 28 juin 1941 crée des institutions spécialisées destinées à encadrer la pratique de la chasse : le Conseil supérieur de la chasse et les Fédérations départementales des chasseurs.
En 1972, le Conseil supérieur de la chasse, principal organe de réflexion et d'élaboration de la politique cynégétique de l'État, est scindé en deux organismes : le Conseil national de la chasse et de la faune sauvage d'une part, et l'Office national de la chasse (ONC) d'autre part.
En 2000, la loi du 26 juillet modifie les statuts de l'ONC, dont le conseil d'administration n'est plus constitué d'une majorité de chasseurs, et qui passe sous la cotutelle du ministère chargé de l'Environnement, et du ministère chargé de l'Agriculture. L'ONC devient alors l'Office national de la chasse et de la faune sauvage (ONCFS).

## Organisation et gouvernance
L’Office national de la chasse et de la faune sauvage était dirigé par un conseil d’administration composé de 22 membres représentant l’État, les fédérations départementales des chasseurs, les associations de chasse spécialisées, les propriétaires ruraux, les agriculteurs, les forestiers, les organismes de protection de la nature ainsi que les personnels de l’établissement.
Les prérogatives du conseil d’administration étaient définies par le Code de l’Environnement (partie réglementaire) et portaient notamment sur :
- La politique générale de l'établissement, compte tenu des orientations fixées par le Gouvernement dans le domaine de la chasse et de la faune sauvage,
- Le rapport annuel d'activité,
- Les programmes pluriannuels de développement et d'investissement,
- Le budget et les propositions de modification de ce budget,
- Le compte financier et l'affectation du résultat,
- Les conventions, contrats, marchés, aides et subventions.

Le Directeur général de l’ONCFS, nommé par décret du Président de la République, assurait la mise en œuvre des missions dévolues à l’établissement dans le cadre d’un contrat d’objectifs et de performance établi avec ses ministères tutelles. Il était garant du bon fonctionnement des directions, délégations et services.
L’ONCFS était présent sur l’ensemble du territoire national, y compris dans les départements d’outre-mer. Il est organisé en 2 directions opérationnelles, 3 directions de soutiens, 10 délégations régionales ou interrégionales, 90 services départementaux ou interdépartementaux et 20 brigades mobiles d’intervention.

## Police de l'environnement
Les agents assermentés de l'ONCFS exercaient des missions de police de l'environnement. Le corps des Agents et Techniciens de l'environnement regroupe les Agents de l'ONCFS de l'AFB (Agence française pour la biodiversité) et les Agents des parcs Nationaux.

Depuis l'ordonnance du 11 janvier 2012, les agents de l'ONCFS sont devenus Inspecteur de l'environnement, ce qui leur confère des pouvoirs judiciaires élargis et deviennent une véritable Police de l'environnement dont ils portent l'insigne. Ils sont porteurs lors des missions de police, d'un uniforme, d'une arme de service (Glock 17) d'un équipement de défense (Bâton télescopique ASP) et d'une paire de menottes
. L'Ordonnance no 2012-34 du 11 janvier 2012 portant simplification, réforme et harmonisation des dispositions de police administrative et de police judiciaire du code de l'environnement donne des prérogatives judiciaires plus importantes aux Inspecteurs de l'environnement et leur permet notamment de conduire des enquêtes, perquisitions et autres contrôles de véhicules.
Pour démanteler les trafics des espèces soumises à la convention de Washington (CITES), l’ONCFS s’est doté d’un réseau de 300 agents spécialisés. Ils sont experts dans la reconnaissance des espèces et dans la détermination de leur statut juridique. Leur action est coordonnée au niveau national par une Brigade nationale.

## Recherche et expertise
L’ONCFS apportait conseil et appui techniques à de nombreux partenaires institutionnels dans un objectif de préservation de la faune sauvage et de ses habitats.
Connaître l’abondance et la répartition des espèces, comprendre leurs variations par l’étude de la biologie des populations en relation avec leurs habitats constitue un socle essentiel pour la conduite d’expertises. Grâce à ces études et à ces suivis (qui concernaient plus de 116 mammifères et oiseaux), l’ONCFS accompagnait les pouvoirs publics dans l’élaboration des politiques gouvernementales permettant une gestion durable de la faune sauvage et de la biodiversité en général[réf. nécessaire].

## Mission d’organisation de l’examen et de délivrance du permis de chasser
Succédant aux préfectures qui ont assuré cette mission de 1975 au 1er septembre 2009, la délivrance du permis de chasser était confiée depuis cette date au directeur général de l’ONCFS.

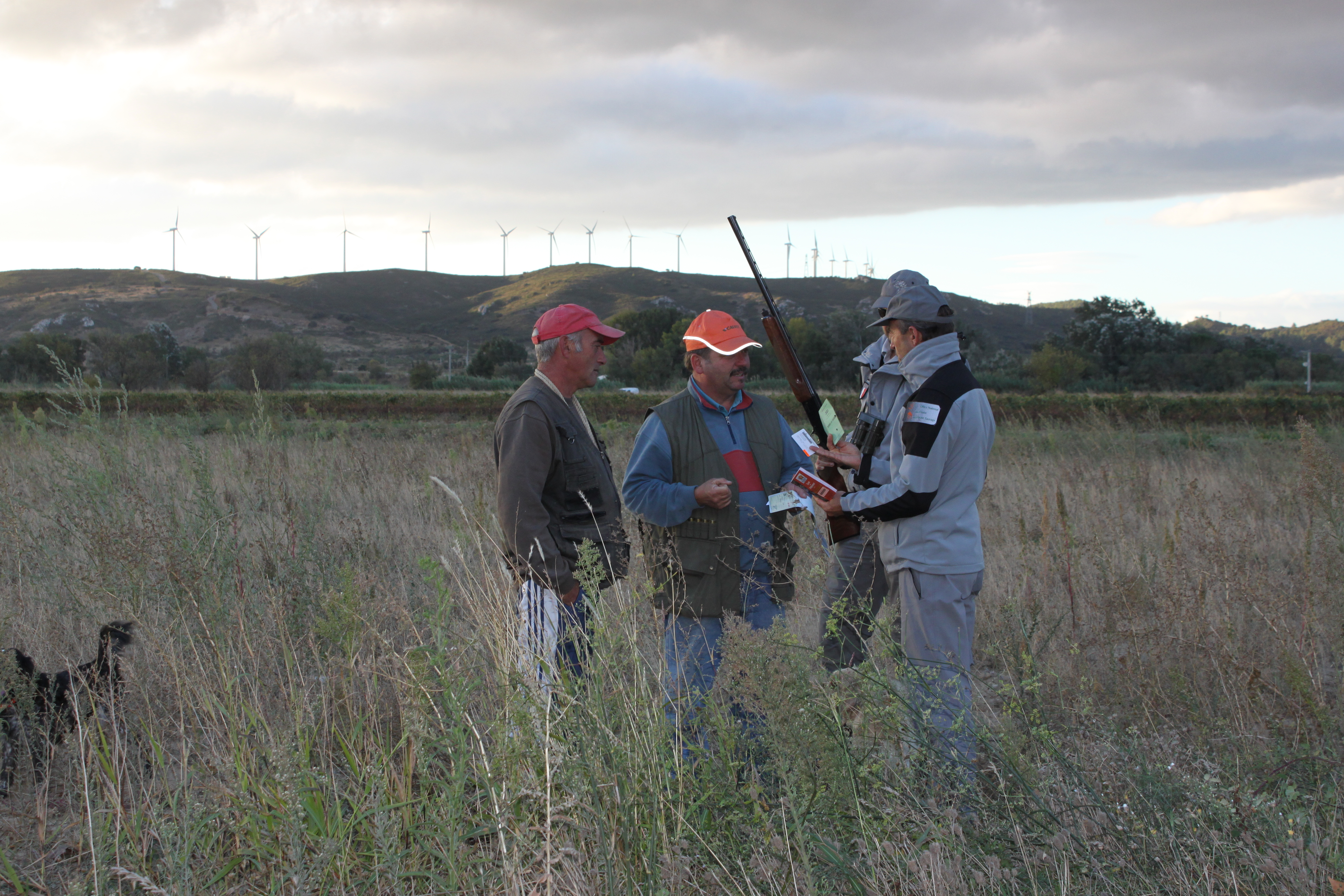
Des agents de l’ONCFS contrôlant des chasseurs, dans l’Aude, en 2010.

Chaque année, après une formation obligatoire dispensée par les fédérations départementales des chasseurs, plus de 30 000 candidats se présentent à l’examen du permis de chasser qui se présente depuis 2014 sous la forme d’une épreuve unique associant théorie et pratique (contre 2 épreuves auparavant).
Défini par arrêté ministériel, le programme de formation vise à sensibiliser les futurs chasseurs aux consignes élémentaires de sécurité à la chasse, à la réglementation encadrant l’activité cynégétique ainsi qu’à la biologie des espèces chassables. L’examen permet de s’assurer que les nouveaux pratiquants ont parfaitement assimilé ces enseignements. Le taux de réussite à l’examen est de 70 % au niveau national.

## Unités de travail communes avec l’AFB
La loi pour la reconquête de la biodiversité, de la nature et des paysages, créant l’Agence française pour la biodiversité, prévoit que la contribution à l'exercice de missions de police administrative et de police judiciaire relatives à l'eau et à l'environnement, s’exerce en liaison avec les établissements publics compétents dans le cadre d'unités de travail communes. L’Office national de la chasse et de la faune sauvage (ONCFS), établissement public comprenant plus de 1 500 agents au service de la biodiversité, sous la double tutelle des ministères chargés de l’Environnement et de l’Agriculture, était ainsi un contributeur essentiel à l’exercice des missions de police.
Parmi les missions communes de l’Agence française pour la biodiversité et de l’ONCFS figuraient la surveillance des territoires et la police de l’environnement.
Cette mutualisation des compétences et des moyens s’effectua au sein d’unités de travail communes. Ces unités devaient comprendre à terme 17 agents en moyenne. L’année 2017 a été principalement consacrée aux discussions sur les modalités d’organisation (organisation opérationnelle, outils, pilotage, etc.).
Réuni exceptionnellement le 11 janvier 2017 sur convocation de son Président, également Président de la Fédération des chasseurs de Gironde, le Conseil d’administration de l’Office national de la chasse et de la faune sauvage (ONCFS) a voté une motion demandant au Président de la République de suspendre le projet de mutualisation entre les services de terrain de l’Office et ceux de la nouvelle Agence française pour la biodiversité.
Ce projet de mutualisation a fait l'objet de nombreux rapports:
- Mutualisation des services de terrain de l'Agence française pour la biodiversité et de l'Office national de la chasse et de la faune sauvage (rapport complémentaire juin 2016)[10]
- Rapport sur l’avenir des opérateurs de l’eau et de la biodiversité (avril 2018)[11]
- Rapport d'information sur la mise en application de la loi no 2016-1087 du 8 août 2016 pour la reconquête de la biodiversité, de la nature et des paysages (juin 2018)[12]

## Fusion de l'ONCFS et l'AFB
Depuis le 1er janvier 2020, l’Agence française pour la biodiversité et l’Office national de la chasse et de la faune sauvage sont regroupés au sein du nouvel Office français de la biodiversité qui reprend les missions des deux établissements fusionnés.